# Bill Elliott

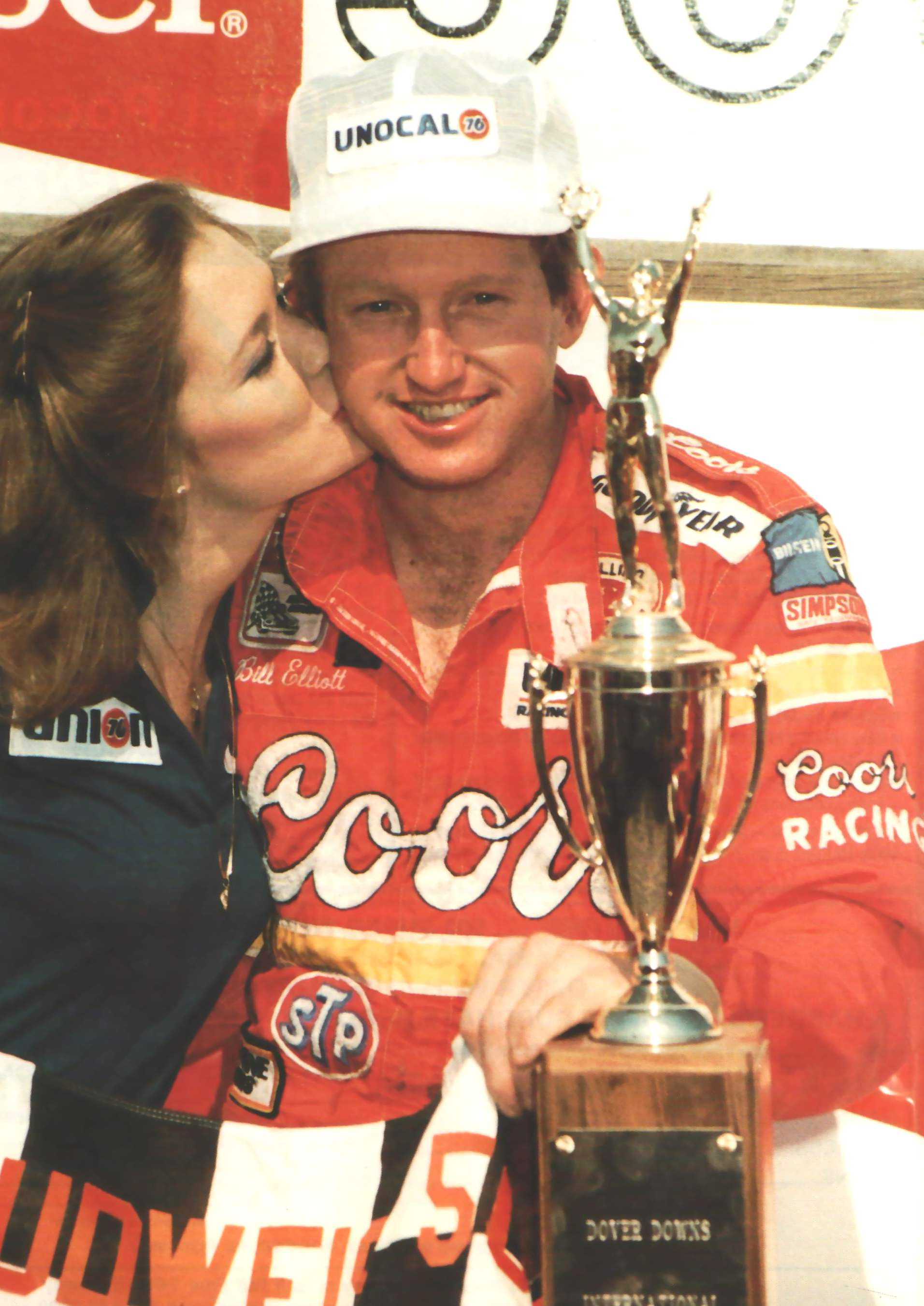
Bill Elliott celebrando la obtención del título 1985 de la Copa NASCAR

William Clyde Elliott, más conocido como Bill Elliott (8 de octubre de 1955, Dawsonville, Georgia, Estados Unidos) es un piloto de automovilismo de velocidad estadounidense. Ha resultado campeón de la Copa NASCAR en 1988, subcampeón en 1982, 1987 y 1992, tercero en 1983 y 1984, y cuarto en 1986 y 1990.
El primer auto que pudo manejar fue el Ford Thunderbird,con el número 9, patrocinado por cools.
En su carrera en la Copa NASCAR, ha obtenido 44 victorias, 175 top 5 y 55 pole positions. Entre sus triunfos se destacan las 500 Millas de Daytona de 1985 y 1987, las 500 Millas Sureñas de Darlington de 1985, 1988 y 1994, las 500 Millas de Alabama de 1985, las 400 Millas de Brickyard de 2002, y la Carrera de las Estrellas de la NASCAR de 1986.
Por otra parte, Elliott disputó seis temporadas de la International Race of Champions desde 1986 hasta 1993, obteniendo dos victorias y 16 top 5 en 24 carreras disputadas, además de dos subcampeonatos en 1986 y 1991.
Su hijo, Chase Elliott, también es un piloto de NASCAR, y fue campeón en 2020.

## Carrera deportiva
Elliott debutó en la Copa NASCAR en 1976 a la edad de 20 años con un Ford. En 1979 finalizó segundo en las 500 Millas Sureñas, y en 1981 resultó cuarto en las Rebel 500 en el mismo circuito. El empresario Harry Melling compró el equipo de su padre para la temporada 1982. Continuando con su Ford número 9, acumuló ocho top 5 en 21 carreras disputadas.
En 1983, Elliott comenzó a competir en el calendario completo de la Copa NASCAR. Logró la victoria en la fecha final en Riverside, cuatro segundos puestos (incluyendo las 500 Millas de Daytona), 12 top 5 y 22 top 10, de modo que resultó tercero en el campeonato por detrás de Bobby Allison y Darrell Waltrip. El piloto ganó tres carreras en 1984 y acumuló 13 top 5 y 24 top 10, por lo cual finalizó nuevamente tercero, en este caso superado por Terry Labonte y Harry Gant.
El georgiano logró un total de 11 victorias, 16 top 5 y 11 pole positions en 1985. Sus triunfos en tres de las cuatro carreras clásicas (500 Millas de Daytona, 500 Millas Sureñas y 500 Millas de Alabama) le significaron obtener el minitorneo Millón Winston, lo que le valió el apodo Million Dollar Bill ("Billete del Millón de Dólares"), en referencia a su nombre de pila y al premio que obtuvo. Sin embargo, Waltrip lo superó en puntaje y lo relegó al subcampeonato.
Elliott consiguió en 1986 dos victorias, ocho top 5 y 16 top 10, de modo que quedó cuarto en la tabla de posiciones por detrás de Dale Earnhardt, Waltrip y Tim Richmond. Ese año, también ganó la Carrera de las Estrellas, disputada por única vez en Atlanta.
En 1987, ganó por segunda vez las 500 Millas de Daytona, luego de obtener el Clash de Daytona. Cerró el año con seis triunfos, 16 top 5, 20 top 10 y ocho pole positins, resultando subcampeón por detrás de Earnhardt y sus 11 victorias. El piloto clasificó en Daytona a un promedio de velocidad de 210,364 mph (338,548 km/h) y en Talladega a 212,809 mph (342,483 km/h). Ambos récords se mantienen intacto, dado que desde entonces los automóviles tienen placas restrictoras en la toma de aire en dichos circuitos para reducir la potencia de los motores y por lo tanto la velocidad punta.
El georgiano ganó por segunda vez en las 500 Millas Sureñas de 1988. Con un saldo de seis victorias, 15 top 5 y 22 top 10, consiguió su único título frente a Rusty Wallace, Earnhardt y Labonte. En 1989, finalizó sexto con tres triunfos, ocho top 5 y 14 top 10. El piloto obtuvo una victoria, 12 top 5 y 16 top 10 en 1990, de modo que terminó cuarto en el clasificador final. En 1991, consiguió un triunfos, seis top 5 y 12 top 10, de modo que resultó 11º en el campeonato, su peor actuación desde 1982.
Elliott dejó el equipo Melling para le temporada 1992 e ingresó a la estructura de Junior Johnson, nuevammente con un Ford pero ahora con el número 11. Obtuvo cinco triunfos y 14 top 5, pero obtuvo 10 puntos menos que Alan Kulwicki y debió conformarse con el subcampeonato. En 1993, no ganó ninguna prueba y acumuló seis top 5 y 15 top 10, de modo que quedó octavo en la tabla de posiciones. El piloto venció en las 500 Millas Sureñas por tercera vez en 1994, su única conquista ese año. Logró seis top 5 y 12 top 10, lo que lo dejó décimo en el campeonato.
Con 39 años, el piloto pasó a correr en la Copa NASCAR 1995 para su propio equipo, Bill Elliott Racing, adoptando el número 94. Resultó octavo ese año con cuatro top 5 y 11 top 1, y octavo nuevamente en 1997 con cinco top 5 y 14 top 10, aunque no ganó ninguna carrera en esa etapa.
Elliott vendió su equipo a Ray Evernham para la temporada 2001. Continuó como piloto, retomando el número 9 y corriendo por primera vez con un Dodge. Volvió a obtener una victoria y acumuló cinco top 5 y nueve top 10, de modo que quedó 15º en el campeonato. En 2002 obtuvo dos triunfos, uno de ellos en las 400 Millas de Brickyard, y finalizó 13º con un total de seis top 5 y 13 top 10. En 2003 logró su última victoria en el certamen, y sumó nueve top 5 y 12 top 10 para terminar noveno en su último año como piloto regular.
Desde 2002, el piloto siguió participando de manera parcial en la Copa NASCAR, corriendo tanto para Ford y Dodge como para Chevrolet y Toyota. No logró top 5 ni pole positions. Su última carrera fue la Coke Zero 400 2012.